# Хутор Шести
Шести́ — хутор в Предгорном районе (муниципальном округе) Ставропольского края России.

## География
Расстояние до краевого центра: 124 км.
Расстояние до районного центра: 9 км.

## История
Образован в 1922 году.
До 16 марта 2020 года хутор входил в упразднённый Новоблагодарненский сельсовет.

## Население
| 1925 | 1926 | 1989 | 2002 | 2010 | 2014 |
| ---- | ---- | ---- | ---- | ---- | ---- |
| 50   | ↘27  | ↗70  | ↘67  | ↗104 | ↘100 |

По данным переписи 2002 года, в национальной структуре населения преобладают русские (91 %).

## Инфраструктура
Улицы
- Мира
- Пролетарская
- Терновая

Новый микрорайон
В 2015 году вблизи с хутором началось строительство закрытого коттеджного посёлка (микрорайона "Приозерный").
Возведение нового микрорайона поспособствовало развитию хутора. В 2016 году была асфальтирована дорога соединяющая хутор Шести с трассой А165 (Лермонтов — Черкесск).

## Связь
Фиксированная связь и ADSL
Ставропольский филиал Ростелекома
Сотовая связь 2G/3G
МегаФон, Билайн, МТС.